# Papyrus 57
Papyrus 57 (nach Gregory-Aland mit Sigel {\displaystyle {\mathfrak {P}}}57 bezeichnet) ist eine griechische Abschrift des Neuen Testaments. Dieses Papyrusmanuskript der Apostelgeschichte enthält nur die Verse 4,36–5,2.8–10. Mittels Paläographie wurde es auf das 4. oder 5. Jahrhundert datiert.
Der griechische Text des Kodex repräsentiert den Alexandrinischen Texttyp. Aland ordnete ihn in Kategorie II ein.
Die Handschrift wird zurzeit in der Österreichischen Nationalbibliothek (Pap. Vindob. G. 26020) in Wien aufbewahrt.